# David Nebreda
David Nebreda (n. en Madrid el 1 de agosto de 1952) es un fotógrafo español.

## Vida
Licenciado en Bellas Artes. A la corta edad de 19 años los médicos le diagnosticaron esquizofrenia. Vive encerrado en un piso de Madrid con apenas dos habitaciones donde ha realizado la totalidad de su obra fotográfica, sin tomar medicación, sin comunicación con el exterior, sin radio, prensa, libros ni televisión. Vegetariano desde los 20 años, practica la abstinencia sexual, y se somete a severos ayunos que le mantienen un estado de delgadez extrema.

## Obra
Sus imágenes llegaron a las manos del galerista Renos Xippas quien le dedicó una exposición en su galería de París, fue allí donde Léo Scheer descubrió su obra, impresionado por su fuerza decidió hacerse editor para poder divulgar su obra. Ha publicado 
ya dos libros de fotos. Autodidacta dentro de la fotografía, sorprende por su sabia utilización de la técnica, el dominio de la luz 
y los claroscuros de sus fotografías, no manipula el positivado aunque si utiliza la doble exposición. 
Su obra es casi desconocida en España, en Francia ha sido promocionada por gente de la categoría del antes citado Léo Sheer, filósofo crítico y uno de los promotores de Canal + Francia, e incluso ha sido objeto de un artículo de Jean Baudrillard. 
El único referente cercano a su obra puede ser la del artista Joel-Peter Witkin, aunque este busca sus modelos en personas ajenas o en cadáveres, no como Nebreda, que basa todo su trabajo en su propia persona.